# Мій друг Персі, Бофало Біл і я
«Мій друг Персі, Бофало Біл і я» — повість шведського письменника Ульфа Старка; видана у 2004 році. 2005 року Ульф Старк написав кіносценарій, і цього ж року вийшов однойменний фільм .

## Сюжет
У книзі ідеться про канікули хлопчика Ульфа, які він провів із своїм найкращим другом у дідуся і бабусі поблизу моря, описані ним самим.  
|                                              | Кохання, звісно, така штука, що весь час спонукає людину щось пригадувати: скажімо, чийсь погляд, стрибки у воду, сміх, порухи рук, запах махрового рушника. А з іншого боку, воно змушує цілком і повністю забувати, приміром, про те, що ти запросив свого найкращого друга в село до свого вічно чимось невдоволеного дідуся. |
| — Ульф Старк. Мій друг Персі, Бофало Біл і я | |

Головні герої — десятирічний хлопчина Ульф, його друг і "кревний брат" Персі, найкраща на думку Ульфа дівчинка на світі Пія, буркотливий дідусь Ульфа, бабуся, сільські хлопчаки і звісно, Бофало Біл, який є героєм книжки у книжці.

## Критика
Центр дослідження літератури для дітей та юнацтва включив твір до рекомендованих читацьких списків для дітей і підлітків. 
|                           | Мені ця книга видалася надзвичайно чуттєвою. Вона змусила пригадати щемкі моменти з дитинства, деякі неймовірно щасливі, деякі – надзвичайно сумні. Те, що тоді здавалося кінцем світу, тепер у ретроспективі сприймається скептично. Ульф Старк створив книгу, начебто просту на перший погляд, але надзвичайно безмежну за своїм змістом і наповненням, коли вдуматися і поринути туди, куди вона кличе. Для мене вона стала книгою-медитацією. У ній – весь геніальний Ульф Старк. |
| — Уляна Литвинець-Голутяк | |

|                     | Це літо і книга дуже справжні, веселі. Захотілося до моря, в світ пригод, запалених свічок увечері і свіжого ранку з росою, коли все тільки починається. Рекомендуємо: 100% літа! |
| — Ірина Хмельницька | |

## Переклади українською

Видання ВСЛ 2017 року, дизайн обкладинки Анастасії Стефурак

- Мій друг Персі, Бофало Біл і я / пер. зі швед. Галини Кирпи. — Вінниця : Тези, 2003. — 220 с. : іл. — ISBN 978-966-421-023-9.

перевидання: Мій друг Персі, Баффало Білл і я / пер. зі швед. Галини Кирпи. — Львів : Видавництво Старого Лева, 2017. — 208 с. — ISBN 978-617-679-468-4.